# 三俣駅
三俣駅（みつまたえき）は、群馬県前橋市三俣町一丁目にある上毛電気鉄道上毛線の駅である。

## 歴史
- 1928年（昭和3年）11月10日 - 三俣停留所として開業[1][2]。
- 1956年（昭和31年）8月25日 - 西桐生寄りに300 m移設。同時に停車場に昇格[1]。
- 1986年（昭和61年）10月 - 貨物営業廃止。構内に日本石油（現・ENEOS）の油槽所があった。

## 駅構造
島式ホーム1面2線を有する地上駅。無人駅である。

### のりば
| 反対側 | ■上毛線 | 下り | 西桐生方面   |
| 入口側 | ■上毛線 | 上り | 中央前橋方面 |

- 案内上ののりば番号は設定されていない。
- 駅舎は設置されていない。

## 利用状況
1日の平均乗降人員は以下の通りである。
| 年度   | 1日平均人数 |
| ------ | ----------- |
| 2011年 | 141         |
| 2012年 | 142         |
| 2013年 | 145         |
| 2014年 | 149         |
| 2015年 | 180         |
| 2016年 | 181         |
| 2017年 | 189         |
| 2018年 | 184         |

## 駅周辺
周囲は住宅地が広がる。駅前には月極めの駐車場が設けられている。
- 前橋三俣郵便局
- 群馬県道3号前橋大間々桐生線

## 隣の駅
上毛電気鉄道
■上毛線
城東駅 - 三俣駅 - 片貝駅